# The Human Centipede III (Final Sequence)
The Human Centipede 3 (Final Sequence) ist ein niederländisch-amerikanischer Horrorfilm. Regie führte Tom Six, der bereits die zwei ersten Human-Centipede-Filme produzierte.
Dieter Laser und Laurence R. Harvey, die die Hauptrollen in Human Centipede – Der menschliche Tausendfüßler bzw. The Human Centipede II (Full Sequence) spielten, tauchen in neuen Rollen im Film auf, ebenso Akihiro Kitamura, Bill Hutchens und Peter Blankenstein. Die Dreharbeiten begannen im Mai 2013.

## Handlung
Mitten in der Wüste von Arizona liegt das Staatsgefängnis von Bill Boss, einem cholerischen und rassistischen Wahnsinnigen, der dort als Gefängnisdirektor arbeitet. Zusammen mit seinem Steuerberater Dwight Butler und seiner Sekretärin Daisy versucht er dort verzweifelt, Ordnung zu schaffen, denn in dem Gefängnis sind Gewalt, Aggression und Respektlosigkeit gegenüber dem Wachpersonal an der Tagesordnung.
Der Zuschauer wird Zeuge von Bills aggressivem Größenwahn, als er einem Häftling, der einen Beamten erstochen hat, als Bestrafung mit bloßen Händen den Arm bricht und einem weiteren, als Strafe für einen Telefonstreich,  mit kochendem Wasser das Gesicht entstellt.
Nachdem sie von ihrem mittäglichen Rundgang zurückgekehrt sind, erhält Bill ein Paket. Er öffnet es und beginnt, seinen Inhalt zu verspeisen. Auf Dwights Nachfrage eröffnet Bill ihm, dass es sich hierbei um getrocknete Klitorides aus Afrika handle, die ihm angeblich Kraft und Stärke verleihen.
Der Regierung sind die Zustände in Bills Gefängnis nicht verborgen geblieben. Als Gouverneur Hughes dem Gefängnis einen Besuch abstattet, ordnet Bill in einem verzweifelten Versuch, sich Respekt zu verschaffen, eine Kastration aller männlichen Insassen an. Dabei lässt er es sich nicht nehmen, einem Gefangenen, der ihn vorher beleidigt hatte, persönlich mit seinem Taschenmesser zu kastrieren, um die Genitalien danach gekocht als Mittagessen zu sich zu nehmen.
Nachdem Gouverneur Hughes Bill und Dwight mit Entlassung gedroht hat, wenn sich die Zustände im Gefängnis nicht augenblicklich ändern, versuchen sie, eine Lösung zu finden.
Dwight präsentiert Bill seine eigene Idee: Besessen von den ersten zwei The Human Centipede-Filmen will er alle Insassen zu einem einzigen, menschlichen Tausendfüßer zusammennähen. Laut Bill würden sie damit nicht nur einiges an Geld und Strom sparen, sondern sich auch endlich den lang ersehnten Respekt verschaffen, den beide ihrer Meinung nach verdienen. Nachdem sie zusammen mit Dr. Jones, dem Gefängnisarzt, die schwierige Operation besprochen haben, gibt sogar Filmemacher Tom Six sein Einverständnis, seine Idee zu benutzen, vorausgesetzt, er darf weiterhin mit dabei sein.
Nachdem den Gefangenen zur Vorbereitung die ersten zwei Human Centipede-Filme gezeigt wurden, bricht ein Aufstand aus, bei dem mehrere Wachen verletzt werden. Bill und Dwight fliehen in ihr Büro. Die Gefangenen schaffen es einzubrechen, wobei ein Häftling Daisy verprügelt. Dwight ruft Hilfe herbei und die Meute wird zurück in die Zellen gebracht.
Bill stellt die Häftlinge mit Hilfe eines Betäubungsgewehrs ruhig. Der Gefängnisarzt konfrontiert Bill damit, dass einige der Häftlinge wegen ihres hohen Alters oder Krankheiten unbrauchbar für den Tausendfüßer sind. Einem Insassen mit einer Enterostoma schiebt er seine Pistole in den künstlichen Darmausgang und erschießt ihn. Einem anderen, der an chronischer Diarrhoe leidet, lässt Bill absichtlich vor den zuvor von ihm persönlich kastrierten Insassen den Darm vernähen, als zusätzliche Bestrafung.
Nachdem Tom Six und Bill Boss einige Zeit lang der Operation beigewohnt haben, will Bill ihm unbedingt etwas zeigen und führt ihn in einen anderen Gefängnistrakt, wo einigen narkotisierten Insassen sämtliche Gliedmaßen abgesägt werden.
Tom Six erbricht sich daraufhin auf die Glasscheibe und verlässt das Gefängnis, bevor Bill und Dwight Daisy besuchen, die durch die Prügeleien im Koma liegt. Dwight offenbart Bill, dass er sie liebt. Dieser macht sich über ihn lustig und vergewaltigt Daisys reglosen Körper.
Als der menschliche Tausendfüßer aus 500 Menschen fertig ist, kommt Gouverneur Hughes, um sich die Ergebnisse anzusehen. Voller Stolz präsentiert Bill ihm sein Werk. Als der Gouverneur kurz davor ist, vor Ekel und Abscheu den Verstand zu verlieren, kündigt Bill ihm an, dass es noch etwas viel besseres gäbe als den menschlichen Tausendfüßer. Er selbst hat nämlich etwas kreiert, was er die „Menschliche Raupe“ nennt: die ultimative Bestrafung für die Gefangenen auf Lebenszeit, ebenso aneinandergenäht wie der Tausendfüßer, allerdings ohne jegliche Gliedmaßen, dazu gezwungen im Staub zu kriechen und, wie auch bei dem Tausendfüßer, die Exkremente des Vorgängers zu verspeisen.
Da bemerkt Hughes, dass Daisy ebenfalls versehentlich mit in den Tausendfüßer genäht wurde und kommt zu dem Entschluss, dass Dwight und Bill beide wahnsinnig sind. Aus Wut erschießt Bill Dr. Jones, der die Operation des menschlichen Tausendfüßers durchgeführt hatte. Hughes kehrt zurück und ändert seine Meinung mit dem Satz „Genau das braucht Amerika!“.
Der Film endet damit, dass Dwight und Bill ihren Erfolg feiern. Dwight wird von Bill erschossen, da es seine Idee war und Bill von ihr profitieren will. In der Endszene sieht man Bill, der nackt im Wachturm steht und schreiend und tanzend den menschlichen Tausendfüßer beobachtet.

## Produktion
Am 29. Mai 2013 bestätigte man, dass Eric Roberts im Film vorkommen wird. Ebenso wurde bekanntgegeben, dass Laser und Harvey als Hauptdarsteller auftreten sollen, allerdings in verschiedenen Rollen. Beide spielten in den ersten zwei Filmen die Hauptantagonisten, Dr. Josef Heiter und Martin Lomax. Die Handlung sollte in einem Gefängnis stattfinden, und der menschliche Tausendfüßer sollte diesmal aus 500 bestehen.

## Veröffentlichung
Am 7. April 2015 veröffentlichte Entertainment Weekly den 22. Mai 2015 als Erscheinungsdatum.
In Australien erschien er am 6. Mai ungeschnitten mit einer Altersfreigabe ab 18 Jahren. In einer nationalen Tour im Juni erschien Harvey als Gast. Der Film erschien am 22. Juli 2015 auf DVD und Blu-ray. Der Film erschien ungeschnitten in Großbritannien und Neuseeland.
In einem Interview gab Dieter Laser an, dass es erhebliche Probleme bei den Synchronarbeiten der deutschen Version gibt. So konnte der deutsche Verleiher aus Kostengründen kein Synchronstudio finden. Nach der dritten Absage (der Verleiher solle nicht bereit sein, angemessen zu zahlen) an ein renommiertes Studio gab Laser an, für keine weiteren Synchronarbeiten verfügbar zu sein, solange der Verleiher nicht in der Lage ist, seine Rechnungen zu begleichen.
Die ungeschnittene Version des Filmes steht auf der Liste B der jugendgefährdenden Medien. Nach Ansicht der Bundesprüfstelle für jugendgefährdende Medien ist der Film strafrechtlich relevant und unterliegt somit einem Verbreitungsverbot. Über die endgültige Beschlagnahme hat ein Gericht zu entscheiden. Es existieren mehrere ungeschnittene Auflagen des Films, welche über das österreichische Label XT Video veröffentlicht wurden.

## Kritik
The Human Centipede III erhielt von Kritikern allgemein negative Bewertungen.
Die New York Times Kritikerin Jeannette Catsoulis rezensierte: „Eine hässliche, klaustrophobische Feier von sexueller Gewalt, die durch zwei abstoßendene Charaktere immer auf dem Bildschirm verankert bleiben wird. Der herumtollende Gefängnisdirektor Bill Boss, der von Dieter Laser dargestellt wird, bräuchte für seine herausgestreckte Zunge beinahe einen eigenen Agenten.“
Greg Cwik von indiewire gab dem Film ein C- und sagte: „Final Sequence ist einfach zu dumm, um ihn ernst zu nehmen. Six setzt nur auf Ekel.“

## Auszeichnungen
- 2016 Nominierung: Goldene Himbeere für die schlechteste Regie
- 2016 Nominierung: Goldene Himbeere für den schlechtesten Abklatsch[8]